# Palotjka
Palotjka (Ӏ) är en säregen bokstav i det kyrilliska alfabetet. Den används främst i kaukasiska språk för att skapa digrafer som betecknar ljud som inte finns i ryska språket. 
Under 1930-talet fanns i Sovjetunionen i stort sett bara skrivmaskiner för ryska. Den som ville skriva andra språk fick vara uppfinningsrik. En metod var att använda romersk etta (I) som tecken för att modifiera uttalet av en befintlig rysk bokstav. Det ryska namnet палочка med uttalet [paɫətɕkə] betyder pinne (kan också tolkas som trollstav). 

Idag är bokstaven etablerad i Unicode som U+04C0 och U+04CF. Den versala varianten ser normalt ut som en romersk etta, medan den gemena varianten närmast liknar gement latinskt L. Den används främst för att beteckna ejektivt eller aspirerat uttal av konsonanter i kaukasiska språk. I språket adygeiska används dock palotjka som självständig bokstav för att beteckna glottisstöt.